# یوکاشب‌پره‌ها
یوکاشب‌پره‌ها (نام علمی: Tegeticula) یک سرده شب‌پره از خانواده یوکابیدان (Prodoxidae) است که یکی از سه سردهٔ شناخته‌شده با نام شب‌پره یوکا است. آنها گرده‌افشان متقابل گونه‌های مختلف یوکا و Hesreoyucca هستند.